# Extra Time
Extra Time was een praatprogramma over voetbal en wielrennen op de Vlaamse publieke televisiezender Canvas.
Extra Time werd uitgezonden op maandagavond, ter vervanging van de programma's Studio 1 op maandag en Studio 1 op zondag van de voorgaande seizoenen. Het werd voor het eerst uitgezonden op maandag 27 juli 2009, bij het begin van het nieuw seizoen van de Belgische voetbalcompetitie. Het programma werd tijdens de eerste twee seizoenen gepresenteerd door Filip Joos en Frank Raes. Vanaf het derde seizoen alleen maar Frank Raes, Filip Joos werd vanaf nu wel een vaste gast. Nadat Frank Raes, die uiteindelijk 434 afleveringen van Extra Time presenteerde, op pensioen ging bij de VRT, werd Aster Nzeyimana voor anderhalf seizoen (2022/23) gastheer van het programma totdat hij naar VTM vertrok. Daarna nam Filip Joos het over. Sinds het seizoen 2023/24 gingen de uitzendingen telkens door in een andere kantine van een Vlaamse provinciale voetbalclub. Op 18 december 2023 werd de vijfhonderdste aflevering uitgezonden met als praatgasten  Filip Joos, Frank Raes, Wesley Sonck en Anderlechtspeler en Rode Duivel Jan Vertonghen. Aster Nzeyimana was uitgenodigd voor de ja/neen-rubriek.
Hetzelfde format werd ook gebruikt voor het praatprogramma Extra Time Koers en Extra Time Cross om over wielrennen en veldrijden na te praten, met Ruben Van Gucht als gastheer en met afwisselende analisten zoals José De Cauwer, Jan Bakelants, Dirk De Wolf, Sven Nys en Paul Herygers. Meestal was er een wielrenner te gast. 
De naam Extra Time was door de BRT ook al gebruikt in de jaren tachtig voor hun sportprogramma. Ondanks het verliezen van de voetbalrechten aan VTM in 2011 bleef het programma bestaan.
Op 26 mei 2025 werd de laatste aflevering uitgezonden met gastheer Filip Joos, analisten Franky Van der Elst en Wesley Sonck, en voetballer Noah Sadiki die een dag eerder met Union Sint-Gillis de Belgisch landstitel had gewonnen.

## Rubrieken
Er kwamen gasten rond de tafel zitten om te praten over de voornaamste feiten uit de voorbije speeldagen. Naast spelers en trainers was Filip Joos in de laatste  seizoenen de vaste gastheer en kwamen er analisten zoals Peter Vandenbempt, Gert Verheyen, Wesley Sonck, Franky Van der Elst, Arnar Viðarsson, Mohamed Messoudi, Youri Mulder en Hein Vanhazebrouck. Vroeger waren ook Marc Degryse, Johan Boskamp en Jan Mulder vaak te gast, maar zij maakten gedurende de jaren de overstap naar VTM.

### Webcam-interview
Meestal was het een speler die opviel in het voorbije voetbalweekend die via webcam enkele ludieke vragen voorgeschoteld kreeg. Het vooraf opgenomen interview werd bij het begin van het programma uitgezonden en daarna was die speler het eerste onderwerp van het praatpanel.

### In de kleedkamer met...
Een voetballer of trainer kwam naar de 'kleedkamer' om met Filip Joos te praten over het seizoen en al wat daarbij hoorde. De rubriek werd na twee afleveringen geschrapt. Vanaf aflevering 3 kwam de speler mee aan tafel zitten zodat er meer interactie ontstond met andere gasten.

### Goal van de week
Elke week werden vijf goals genomineerd en getoond om uitgeroepen te worden tot "Goal van de week". De kijkers konden stemmen via internet. De winnaar werd bekendgemaakt in het programma. De rubriek werd in 2011 geschrapt wegens het verliezen van de uitzendrechten.

### Swakiri
Dit was een trofee die tijdens de eerste twee seizoenen werd uitgedeeld voor de pechvogel van de week.

### Espinosa
Dit was een rubriek in het derde seizoen van het programma. De naam werd genoemd naar Mauricio Espinosa, de lijnrechter die een fel bediscussieerde beslissing nam op het WK 2010 tijdens de match Duitsland-Engeland. Een speler werd uitgedaagd om in een zo kort mogelijke tijd vijf ballen tegen de deklat te trappen. Glenn Verbauwhede (KV Kortrijk) won deze wedstrijd op het einde van het seizoen.

### De match van de maandag
In deze rubriek die Espinosa verving, werd op het einde van elke aflevering het verslag getoond van een voetbalwedstrijd die zich rond diezelfde tijd in het verleden afspeelde.

### Na de biep
In deze rubriek die de match van de maandag verving, mocht iemand een wedstrijd uit de geschiedenis naar keuze kiezen. Van deze wedstrijd werd net zoals in de match van de maandag een klein verslag getoond.

### De keek op de week
Filip Joos gaf zijn "keek op de week" over de voorbije speeldag in de Jupiler Pro League en lette hierbij vooral op flaters van stadionomroepers, scheidsrechters, supporters,... of speciale verwezenlijkingen, die meestal vergeleken werden met gebeurtenissen uit het verleden. De meest grappige en vreselijkste momenten uit de speeldag passeerden de revue.

### Fotohok
Een trainer/speler kreeg in het begin van het programma tien vragen voorgeschoteld waar hij alleen met "ja", "nee" of "joker" mag op antwoorden.

### Momenten van de week
In deze rubriek die vanaf 2011 werd ingevoerd mocht elke gast zijn moment van de week kiezen. Dit kon een moment in een wedstrijd zijn van binnenlands of buitenlands voetbal, een bepaald interview of een artikel dat die week verscheen.